# Leonardus Nardus
Leonardus Leo Nardus (født Leonardus Salomon, 5. maj 1868 i Utrecht, død  juni 1955 i Tunis) var en nederlandsk kunstner og fægter, som deltog i de olympiske lege 1912 i Stockholm.
Leo Nardus var født Leonardus Salomon, men skiftede i 1911 navn til Leo(nardus) Nardus. Han var primært kendt som kunstner og studerede på Rijksakadeie; der kendes ikke meget til hans fægtekarriere udover OL-deltagelsen i 1912.
Han vandt en bronzemedalje med det nederlandske hold, som kom på en tredjeplads i holdkonkurrencen i sabel ved OL 1912. Holland kvalificerede sig med en andenplads i indledende runde og en andenplads i semifinalen til finalen. Her blev det til klare nederlag til Ungarn (13-3) og Østrig (9-3), mens det med en kneben sejr over Bøhmen (8-8, færrest modtagne træffere) lykkedes at vinde bronzemedaljen.
Udover sin egen kunst arbejdede han også i en periode som kunsthandler i USA. Her var han i flere tilfælde involveret i salg af falsknerier og svindel, idet der i USA var stor interesse for hollandske kunstnere, hvilket han udnyttede. Han var desuden stærkt interesseret i skak og var selv en habil amatør. Blandt hans egne malerier, der ofte var portrætter, finder man også portrætter af nogle af tidens store skakspillere som Emanuel Lasker og Frank Marshall.
Nardus boede flere forskellige steder. Foruden USA (1894-1908) boede han også i Frankrig, Italien, Spanien samt i Nordafrika. Han døde i La Marsa, en forstad til Tunis i Tunesien.